# Sonic the Hedgehog 2 (film)
Sonic the Hedgehog 2 este un film de comedie de aventură regizat de Jeff Fowler și scris de Pat Casey, Josh Miller și John Whittington, bazat pe franciza de jocuri video cu același nume publicată de Sega și continuarea lui Sonic the Hedgehog (2020). 

## Distribuție
Distribuția îi include pe Ben Schwartz, Colleen O'Shaughnessey, Idris Elba, James Marsden, Tika Sumpter, Natasha Rothwell, Adam Pally, Shemar Moore și Jim Carrey. Este a doua parte din seria de filme Sonic the Hedgehog. Filmul îi urmărește pe Sonic și Tails în timp ce încearcă să-l împiedice pe Doctor Eggman și Knuckles Echidna să găsească Master Emerald.
În urma succesului primului film și cu planuri pentru o serie de filme, Paramount Pictures a anunțat continuarea în mai 2020. Filmările au avut loc din martie până în iunie 2021 în Vancouver și Hawaii.
Sonic the Hedgehog 2 a fost oficial lansat în cinematografele din Statele Unite pe 8 aprilie 2022, de Paramount Pictures în asociere cu Sega Sammy Group. O continuare și o serie spin-off care se concentrează pe Knuckles au fost confirmate oficial a fi în dezvoltare.

## Premisă
După evenimentele din primul film, Sonic este hotărât să-și pună amprenta ca erou și decide să rămână în Green Hills în timp ce Tom și Maddie pleacă în vacanță. Când Doctorul Eggman se întoarce de pe planeta ciuperci în căutarea Master Emerald pentru a cuceri lumea și a se răzbuna împotriva lui Sonic cu ajutorul lui Knuckles the Echidna, Sonic și noul său prieten Miles "Tails" Prower pornesc în căutarea smaraldului înainte ca acesta să cadă în mâini greșite.